# Maurice Brianchon
Maurice Brianchon fue un pintor francés, nacido el 11 de enero de 1899 en Fresnay-sobre-Sarthe y muerto el 1 de marzo de 1979, en París.

## Datos biográficos
En 1917, Maurice Brianchon ingresó en la Escuela Nacional de Bellas Artes de París en el estudio de Fernand Cormon y, en 1918, abandonó esta escuela para seguir los cursos de Paul Renouard y de Eugène Édouard Morand (1853-1930). Conoció a Roland Oudot, Raymond Legueult, Joseph Inguimberty, François Desnoyer y Jacques Adnet y fue de ellos compañero de experiencias y aprendizaje. Expuso por primera vez en el Salon d'Automne en 1919. Un viaje a Bélgica y los Países Bajos lo introdujo a los pintores flamencos y holandeses a través de los museos que visitó en Bruselas, Amberes, Brujas y Ámsterdam y nutriéndose también de la lectura de los Maestros del pasado de Eugène Fromentin. 
En 1922, se convirtió en miembro del Salón de otoño y abrió un estudio con su amigo Raymond Legueult en el número 54 de la Avenue du Maine en París. Jacques Rouché, director de la Ópera de París, le encargó la creación del vestuario del ballet de Griselidis, cuyo estreno tuvo lugar el 29 de noviembre de 1922 . Una beca de la Escuela de Artes Decorativas obtenida por Raymond Legueult, les permitó a ambos realizar un viaje a España donde descubrieron en el Museo del Prado a los maestros de la pintura española y de los que ambos hacen copias: Diego Velásquez, Goya, Greco. En 1924 recibió el Premio Blumenthal.
Aún en compañía de Legueult, creó los decorados de La Naissance de la Lyre en la Ópera de París en 1925, que se estrenó el 1 de julio de 1925. Fue nombrado profesor de dibujo en la Escuela Estienne de París en octubre del mismo año. El 18 de junio de 1934 se casó con la pintora Marguerite Louppe (1902-1988) a quien conoció en los cursos que los dos siguieron tanto en la Academia Julian como en la Academia de la Grande Chaumière, y participó en la Bienal de Venecia con seis lienzos. 
En 1936, se convirtió en profesor en la Escuela Nacional de Artes Decorativas de París.
En 1939 recibió el premio Garden Club del Instituto Carnegie. Al estallar la Segunda Guerra Mundial fue movilizado y destinado a la sección de camuflaje donde encontró a otros compañeros. Creó los decorados y el vestuario de la obra Valses nobles et sentimentales para la Ópera de París. Se convirtió en miembro del Salón de las Tullerías en 1940. 
Al concluir la guerra, trabajó en la Ópera y en su luminoso estudio bajo los techos del 8 piso de la rue duAdviser-Collignon en el barrio de La Muette en París, y creó los decorados y el vestuario de Sylvia ou la Nymphe de Diane con música de Léo Delibes en 1941. A petición de su amigo Jacques Adnet, escenógrafo de la Compañía Francesa de Arte, en 1942 realizó varios cartones para tapices para Aubusson y los Gobelinos sobre el tema de las fiestas en el Château de Vaux-le-Vicomte y, el mismo año, creó el vestuario de los Modelos animales para la Ópera de París cuya música fue escrita por su amigo Francis Poulenc. En 1943, junto con su esposa, decoró el Conservatorio de Música y Arte Dramático de París con tres paneles de pared. Robert Rey le encargó, en 1945, decorar 74 platos de Sèvres.
En 1945, Fred Ulher, el fundador y presidente de la editorial Ides et Calendes de Neuchâtel, le pidió que ilustrara con frontispicios y pancartas dos obras de Valery Larbaud: Une Nonnain y Le Vaisseau de Thésée, que fueron impresas en 1946, así como obras teatrales de André Gide. Luego, a pedido de Jean-Louis Barrault y Madeleine Renaud, realizó los decorados y el vestuario de Les Fausses Confidences de Pierre de Marivaux.
En 1949 fue nombrado profesor de la Escuela Nacional de Bellas Artes de París. El presidente de la República Vincent Auriol, que fue admirador del artista, lo invitó con regularidad con su esposa a las recepciones oficiales o privadas que ofrecía en el Palacio del Elíseo, y Maurice Brianchon aprovechó para realizar bocetos de los que más tarde ejecutó pinturas ilustrando tales eventos.
Gisèle d'Assailly da a su obra el título de Pintores de la realidad poética en 1949 para describir las obras de ocho pintores que expusieron juntos en el período de entreguerras y que tienen cierto número de puntos en común. Ellos son Maurice Brianchon, Christian Caillard, Jules Cavaillès, Raymond Legueult, Roger Limouse, Roland Oudot, André Planson y Kostia Terechkovitch.  En el año de 1951, el Museo de las artes decorativas de París organizó una retrospectiva de su obra exhibiendo 135 pinturas, igualmente numerosas acuarelas, dibujos, litografías y tapices.
Para la Ópera de París y su amigo Francis Poulenc, creó los decorados y el vestuario del ballet Aubade en 1952. El 13 mai 1953, el presidente de la República Vincent Auriol le entregó la insignia de Oficial de la Legión de Honor y, en junio, fue designado por el Departamento de las Artes y las Letras a petición del gobierno británico para participar en las ceremonias de la coronación de Isabel II, de las que traerá dos cuadernos de bocetos con los que realizará ocho pinturas de pequeño formato dedicadas al acontecimiento. En 1954, Alfred Daber organizó una exposición de estas obras en su galería parisina en el 103 del Bulevar Haussmann, incluyendo, entre las 22 pinturas seleccionadas, las de la coronación de la Reina de Inglaterra.
En 1959, partió con su esposa a los Estados Unidos por primera vez. La galería David B. Findlay de Nueva York le dedicó una exposición de treinta pinturas realizadas entre 1942 y 1959. En ese año realizó una serie de bocetos de los rascacielos de Manhattan así como de las orillas del Hudson a partir de los cuales realizó pinturas. Jean-Louis Barrault escribió el prefacio del catálogo de la exposición. Luego, al año siguiente, esta misma galería le dedicó una segunda exposición. 
Maurice Brianchon fue miembro de la Sociedad de Pintores-Grabadores franceses.
En 1969 vivió su consagración artística en Japón, gracias a la exposición que le dedicó el galerista japonés Chozo Yoshii al presentar veinte de sus obras en Tokio . Al año siguiente, ilustrará Le Blé en herbe de Colette en litografías en color, en una edición de lujo. En 1972, Matasaka Ogawa le dedicó una monografía en japonés, prologada por el galerista Chozo Yoshii, que fue publicada por Zauho Press en Tokio. Una nueva exposición en Suiza, organizada en Ginebra por la Galerie des Granges, dedica cincuenta años de pintura con 56 cuadros. Luego, en 1975, se realizó una quinta exposición en Nueva York en las nuevas instalaciones de la galería de David Findlay. Patrocinada por Yomiuri Shimbun, la galería Daimaru de Tokio organiza en junio una exposición sobre pintores de la realidad poética, presentando obras de ocho maestros, incluidos diez de Maurice Brianchon, reproducidos en color en el catálogo de la exposición.
Dos años después, Maurice Brianchon murió en su casa parisina el 1 de marzo de 1979.
En 2013, parte del estudio del pintor se dispersó por la decisión de su hijo Pierre-Antoine Brianchon mediante diversas subastas realizadas en Tolón, Francia. incluidas 200 pinturas inéditas así como obra de su esposa.

## Premios y honores
- Premio Blumenthal en 1924.
- Caballero de la Legión de Honor en 1946.
- Oficial de la Legión de Honor en 1953.

## Obras en colecciones públicas

### Centro Pompidou, París
- Mujeres en el baño, óleo sobre lienzo, 130 x 90 cm, 1930.
- Femme au divan, acuarela y gouache sobre papel, 39 x 25, 1930.
- Flores, óleo sobre lienzo, 60 x 46 cm, anterior a 1932.

### Museo de Arte Moderno, París
- Las cortesanas, óleo sobre lienzo, 1932.
- Los bailarines, óleo sobre lienzo, 1943-1944.
- Trouville, Lawn at Longchamp and Beach, litografías, de 1958, 1960 y 1961 respectivamente

### Conservatorio Nacional de Arte Dramático, París
- Conjunto de tres paneles decorativos, en colaboración con Marguerite Louppe, 1941.

### Museo de Arte e Historia, Ginebra
- La Jetée, óleo sobre lienzo, óleo sobre cartón, 22,9 x 31,2 cm.  Archivado el 25 de marzo de 2023 en Wayback Machine.
- La Mare aux crows, La Digue en Saint-Jean-de-Luz, Frutas de otoño, Mujer en su tocador, Antes de partir, Baile de máscaras, litografías, 1956.

### Galería Nacional de Finlandia, Helsinki
- Naturaleza muerta, óleo sobre lienzo, 81 x 65 cm, 1937.
- El diván, óleo sobre lienzo, 81 x 116 cm, 1939.
- Bodegón con limones, óleo sobre cartón, 42 x 27 cm, 1946.

### Museo Bojimans Van Beuningen, Róterdam
- Retrato de la mujer del artista (Marguerite Louppe), óleo sobre lienzo, 81 x 65 cm, 1934.

### Moderna Museet, Estocolmo
- Desde el Circo, óleo sobre lienzo, 100 x 81 cm, 1929.

### Museos de Bellas Artes, San Francisco
- San Juan de Luz, la playa, litografía, 1964.

### Galería Nacional de Australia, Camberra
- Sin título y L'Arlequin, litografías.

### Galería Nacional Museo Alexandros Soutsos, Atenas
- Parque, óleo sobre lienzo, 54 x 36 cm.

### Museo de Nueva Zelanda, Wellington
- Campo de trigo, óleo sobre lienzo, 1963.

### Museo de las Artes, Nantes
- Bodegón con peras, 81,5 x 65,8 cm, hacia 1925.
- Mujer con pantalla azul, 100 x 73,2 cm, 1931.

### Museo de las Ursulinas, Mâcon
- Rincón del pueblo bajo la nieve, óleo sobre lienzo, 65 x 81 cm, 1935.

### Museo de Bellas Artes, Dijon
- Bodegón con compota, óleo sobre lienzo, 65 x 54 cm.

### Museo de la Abadía, San Claude
- Donaciones de Guy Bardone y René Genis.